# Карасинка
Карасинка (в верховье Клещиница) — река в России, протекают в Бокситогорском районе Ленинградской области. Клещиница вытекает из болота к югу от озера Долгое и течёт на юг. Прежде Клещиница впадала в озеро Рудинское, из которого вытекала Карасинка. Теперь же русло Клещиницы теряется в болоте не доходя до Рудинского, а вода из Клещиницы поступает в Карасинку по каналу, прорытому через болото Раменье. Устье Карасинки находится в 3 км по правому берегу реки Межница в озере Карасинское. Длина Карасинки с Клещиницей составляет 22 км, площадь водосборного бассейна — 123 км².
Населённых пунктов по берегам рек нет.

## Данные водного реестра
По данным государственного водного реестра России относится к Верхневолжскому бассейновому округу, водохозяйственный участок реки — Молога от истока и до устья, речной подбассейн реки — Реки бассейна Рыбинского водохранилища. Речной бассейн реки — (Верхняя) Волга до Куйбышевского водохранилища (без бассейна Оки).
Код объекта в государственном водном реестре — 08010200112110000006955.